# Грузевиця
Грузе́виця — село в Україні, у Чорноострівській селищній територіальній громаді Хмельницького району Хмельницької області.

## Історія
Грузевиця була заснована приблизно 1650 році. Сама назва села Грузевиця походить від слова «грузько», тобто «топко», так як місцевість дуже низовинна. В селі, наприкінці XIX століття, нараховувалося 219 селянських дворів, понад 1100 чоловік населення. Більш ніж 90 % населення було неписьменним. Частково навчання дітей здійснювалося через церковно-приходську школу, у якій грамоти навчали піп і дяк. В селі на той час активно діяла православна християнська церква.
Селяни Грузевиця тоді працювали за трипільною сівозміною, орали кінними плугами.
7 (20) листопада 1917 року, відповідно до Третього Універсалу Української Центральної Ради, увійшло до складу Української Народної Республіки.
Після початку більшовицької окупації будинок священика було перетворено на сільський клуб з бібліотекою.
Першим головою села був  Гранатович Федір (1921–1925 рр.)
У перші роки радянської окупації, до 1932 року, політичне керівництво селом здійснювалося через Чорноострівський РК партії більшовиків та Осташковецьким партійним осередком, тому що членів партії в Грузевиці на той час не було.
У серпні 1929 року, під час примусової колективізації, у селі було створено колгосп.
У 1934 році відбувся перший випуск в Грузевицькій семирічній школі.
У післявоєнні роки, починається велика розбудова села: побудовано тракторний стан, з новою майстернею, кузнею, збудовано дитячий садок і сільську бібліотеку, торговий центр з трьома магазинами і кафе.
13 травня 2023 року село постраждало від російської атаки на авіаційне сховище ракетного озброєння та боєприпасів. У житлових будинках ударною хвилею вибито вікна, також пошкоджено колійний пост, через що до Хмельницького було призупинено рух поїздів.

## Населення

### Мова
Розподіл населення за рідною мовою за даними перепису 2001 року:
| Мова            | Кількість | Відсоток |
| --------------- | --------- | -------- |
| українська      | 1976      | 97.05%   |
| російська       | 44        | 2.16%    |
| циганська       | 9         | 0.44%    |
| румунська       | 2         | 0.10%    |
| вірменська      | 1         | 0.05%    |
| угорська        | 1         | 0.05%    |
| інші/не вказали | 3         | 0.15%    |
| Усього          | 2036      | 100%     |

## Економіка
- ТОВ «Грузевиця-Агро»[3][4]

## Церква
церква святих апостолів Петра і Павла. Належить до ПЦУ. Настоятель митрофорний протоієрей Богдан Петрів.

## Природня пам'ятка
- Грузевицький заказник — гідрологічний заказник місцевого значення

## Галерея

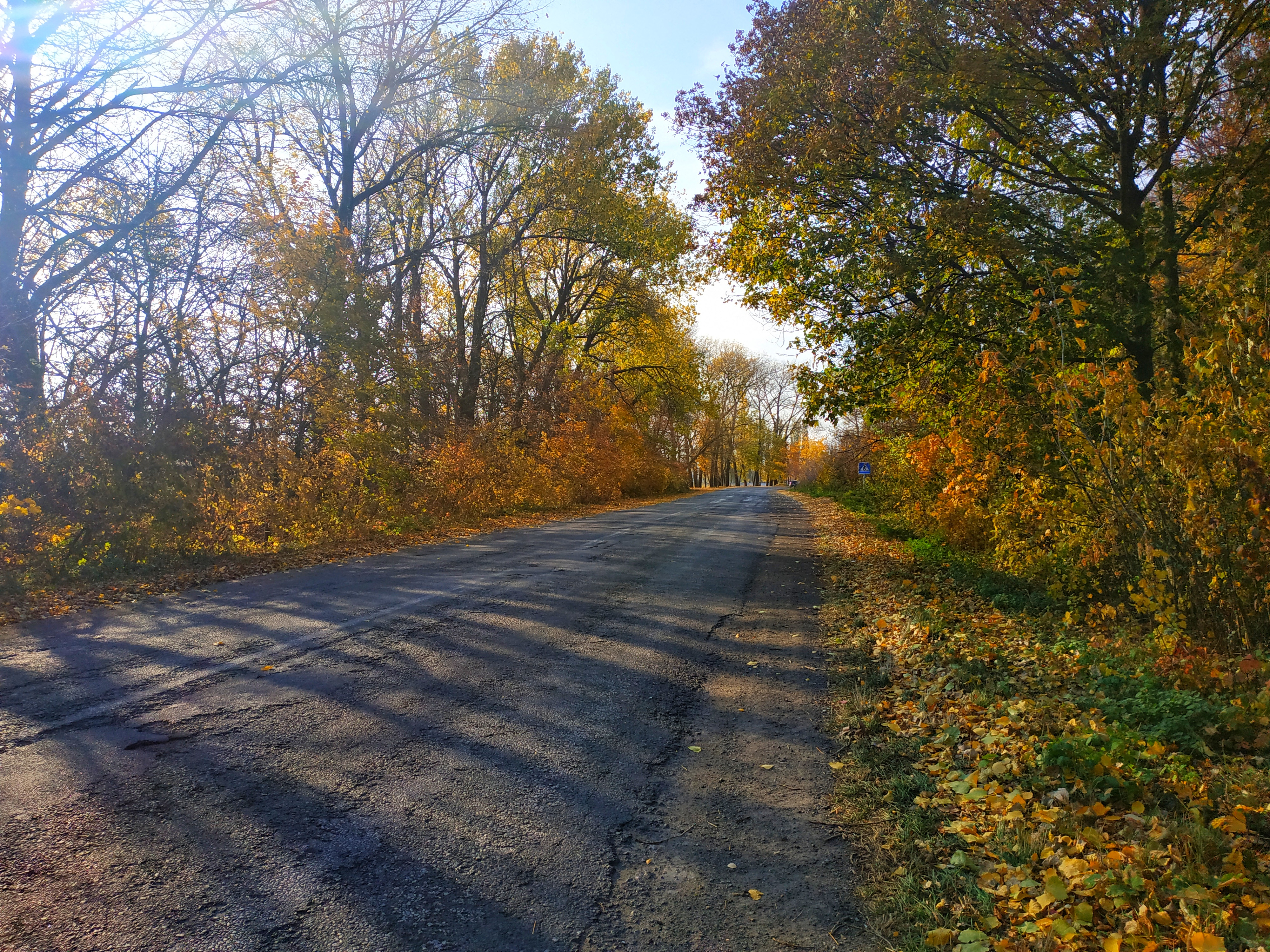
Автошлях Т2311 в напрямку села
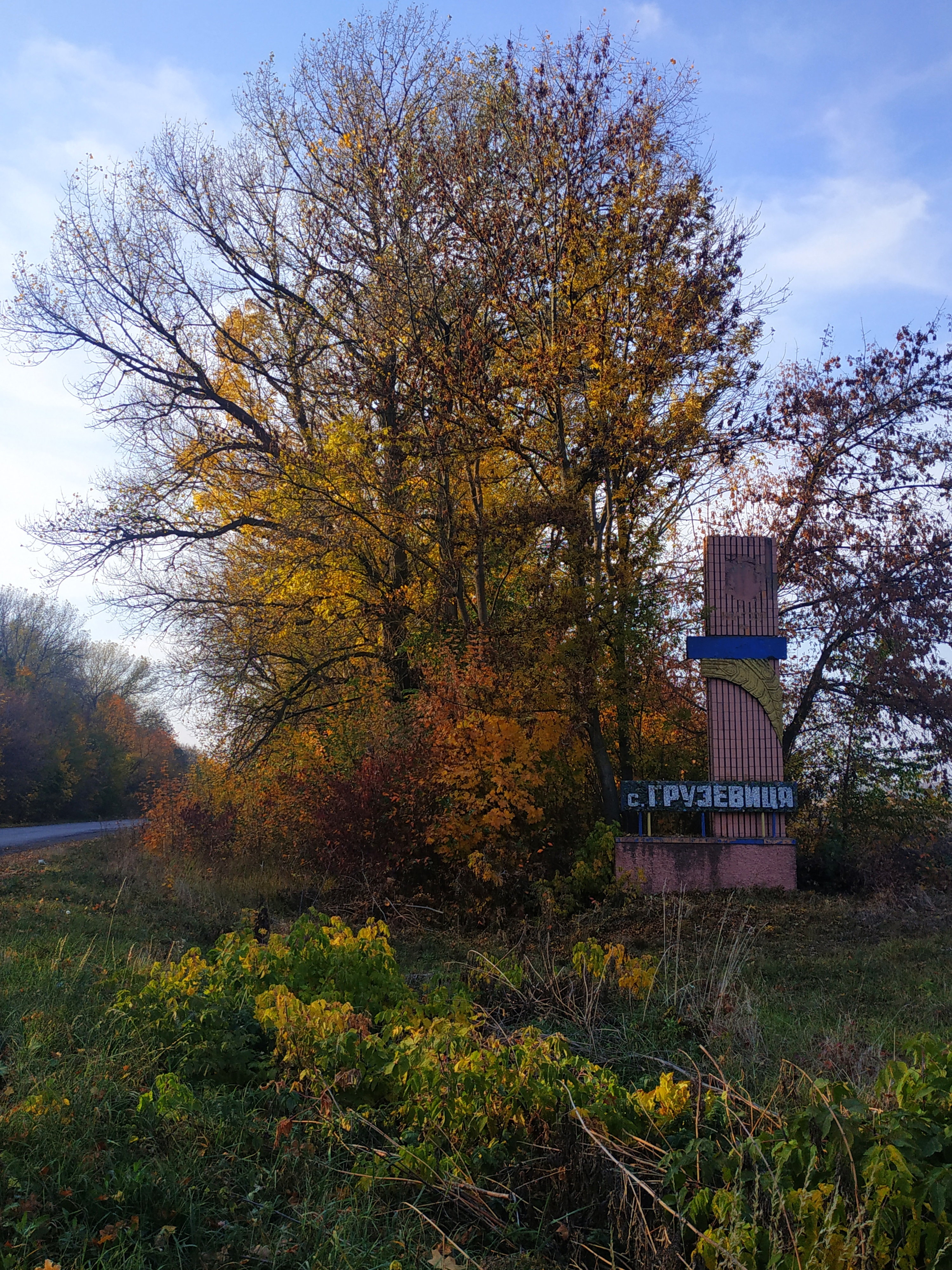
Знак при в’їзді в село
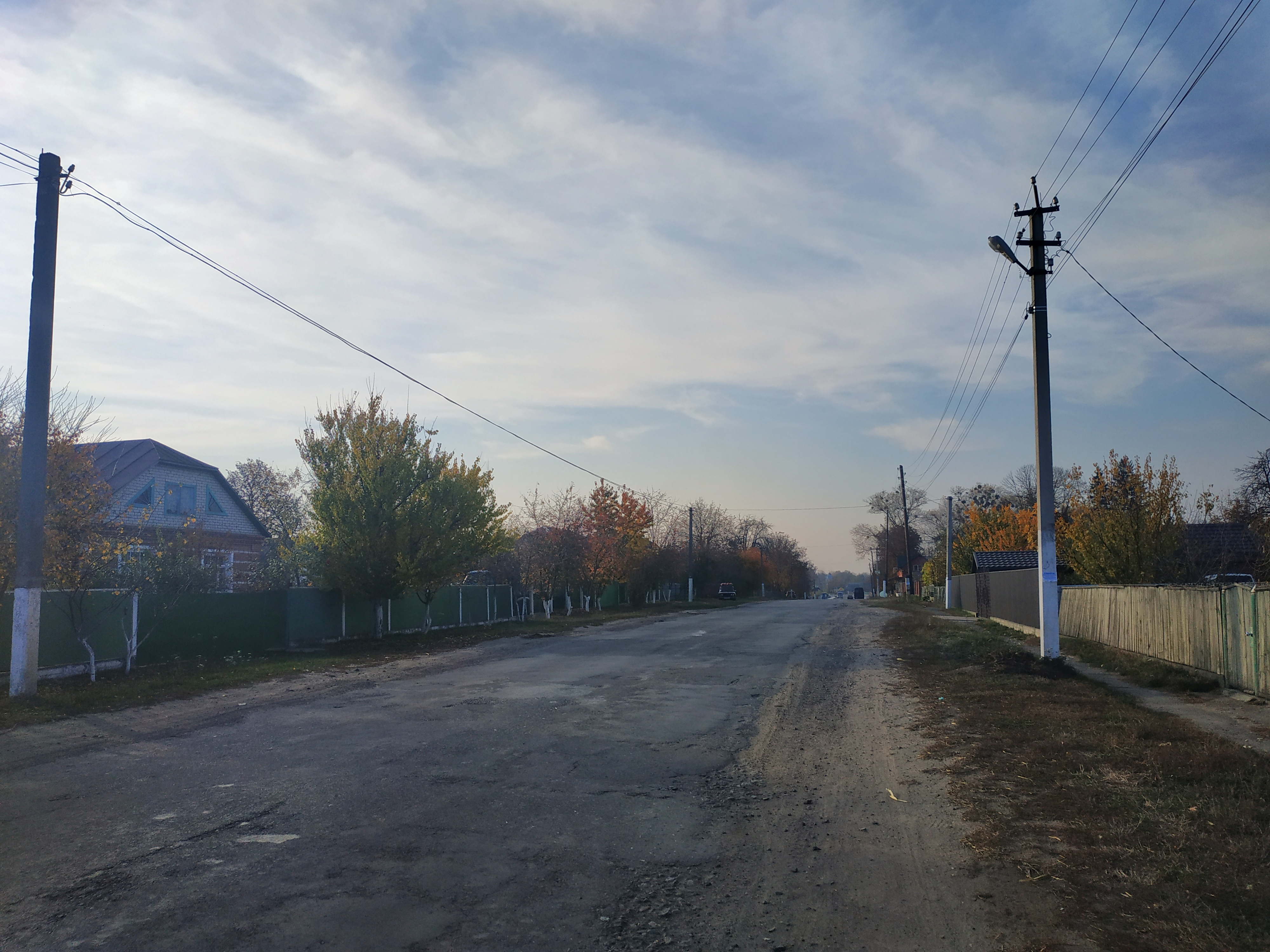
Вулиця Центральна
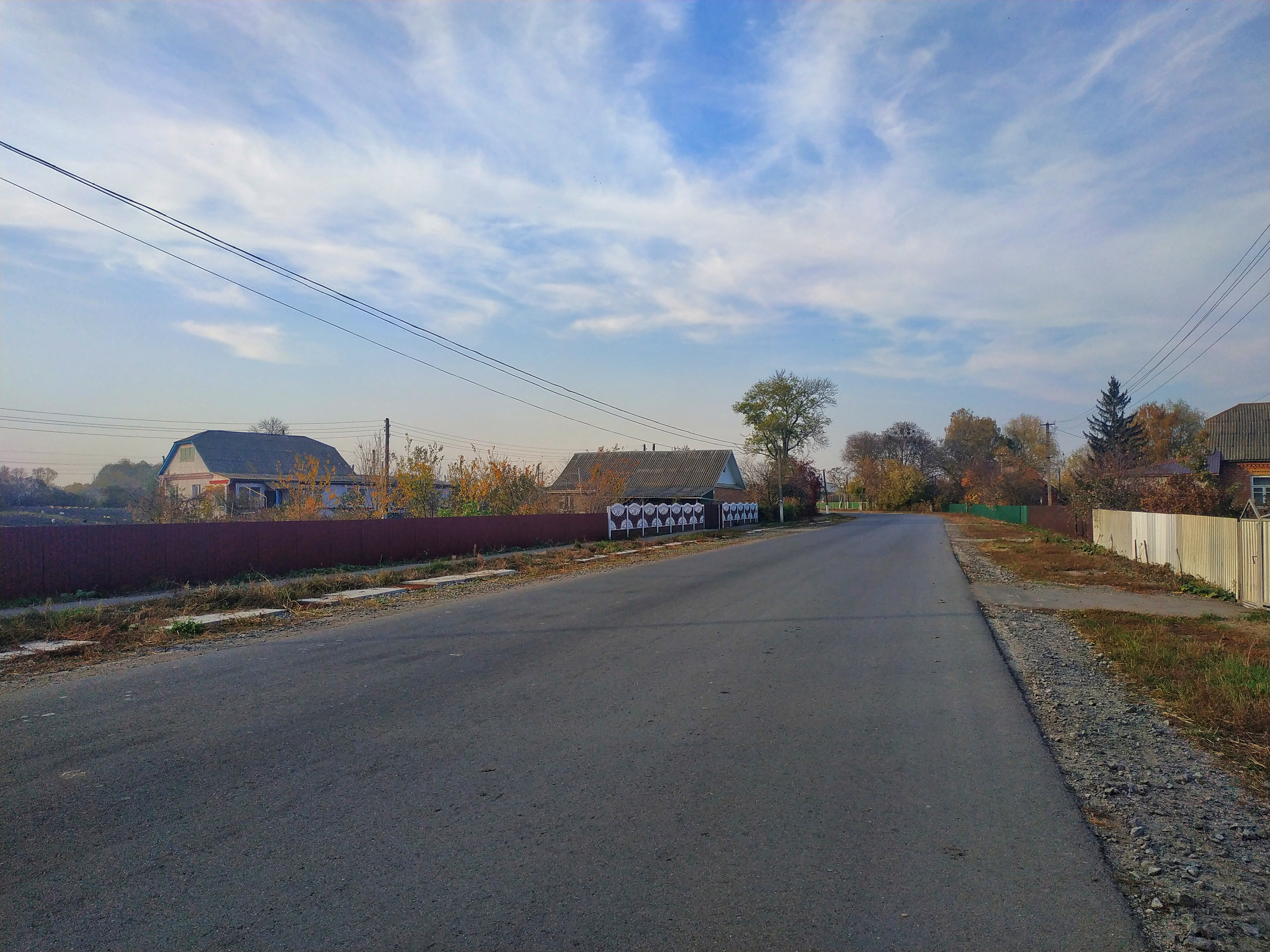
Центральна вулиця села
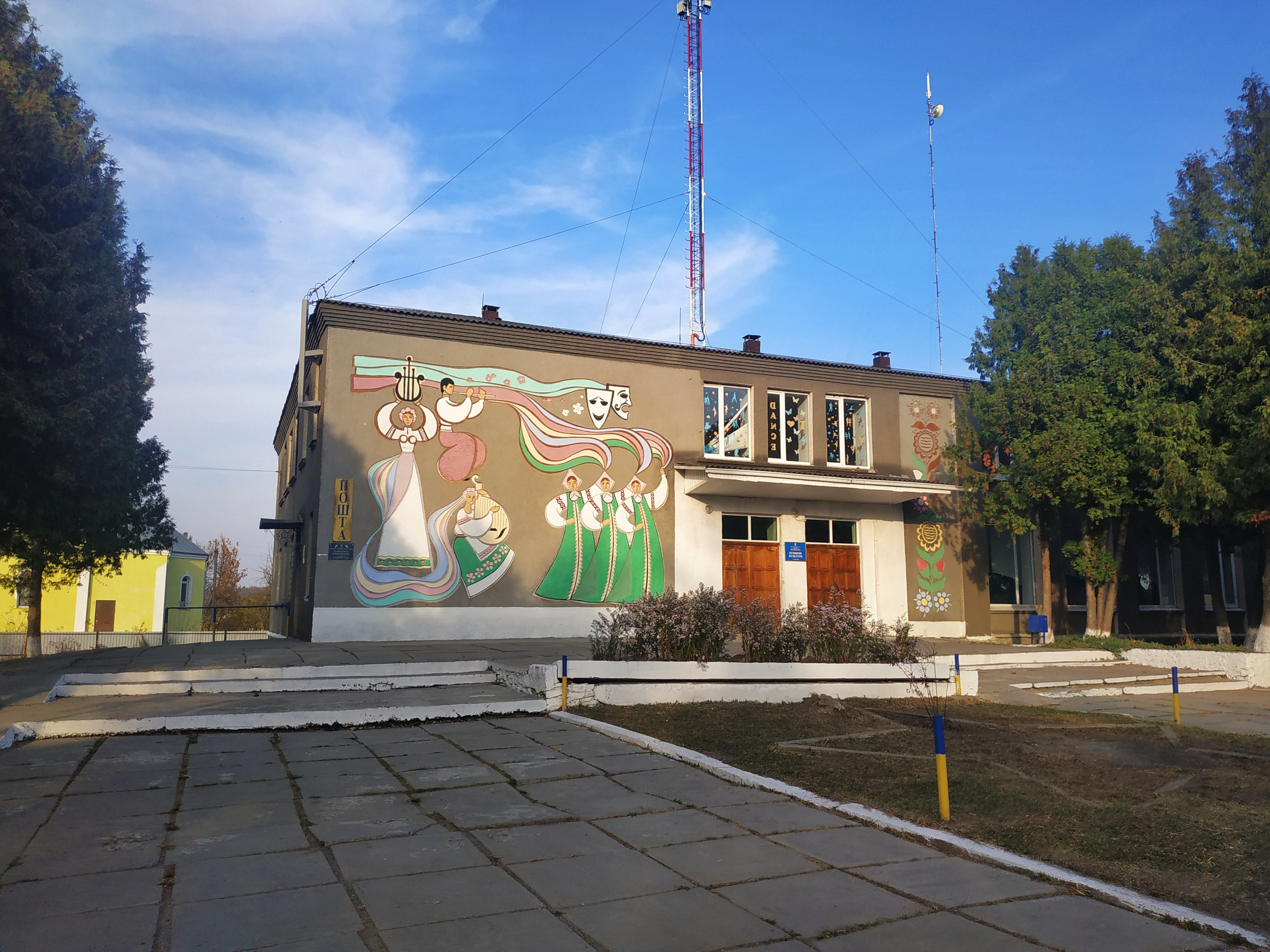
Грузевиця, будинок культури
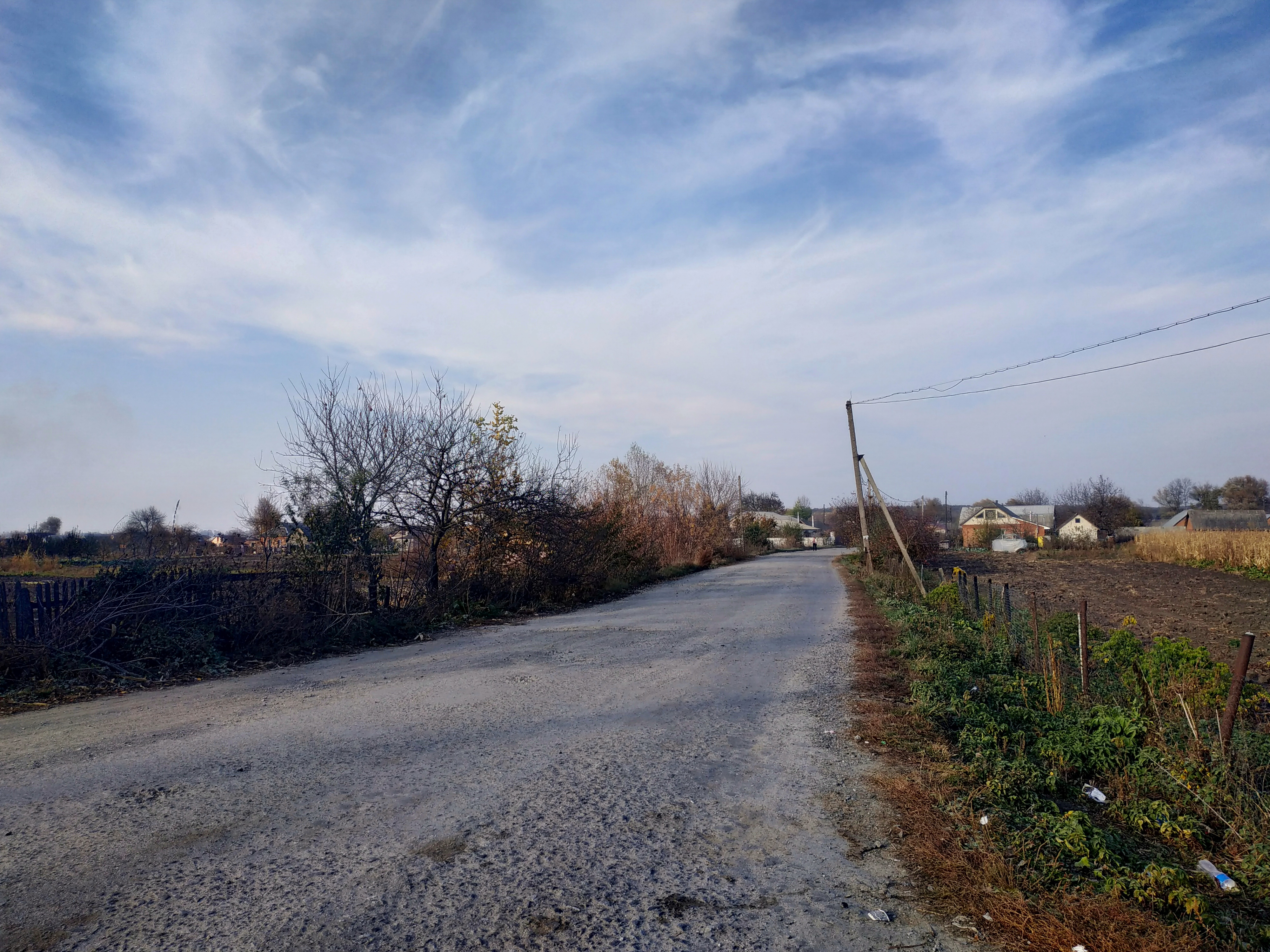
Дорога на Осташки
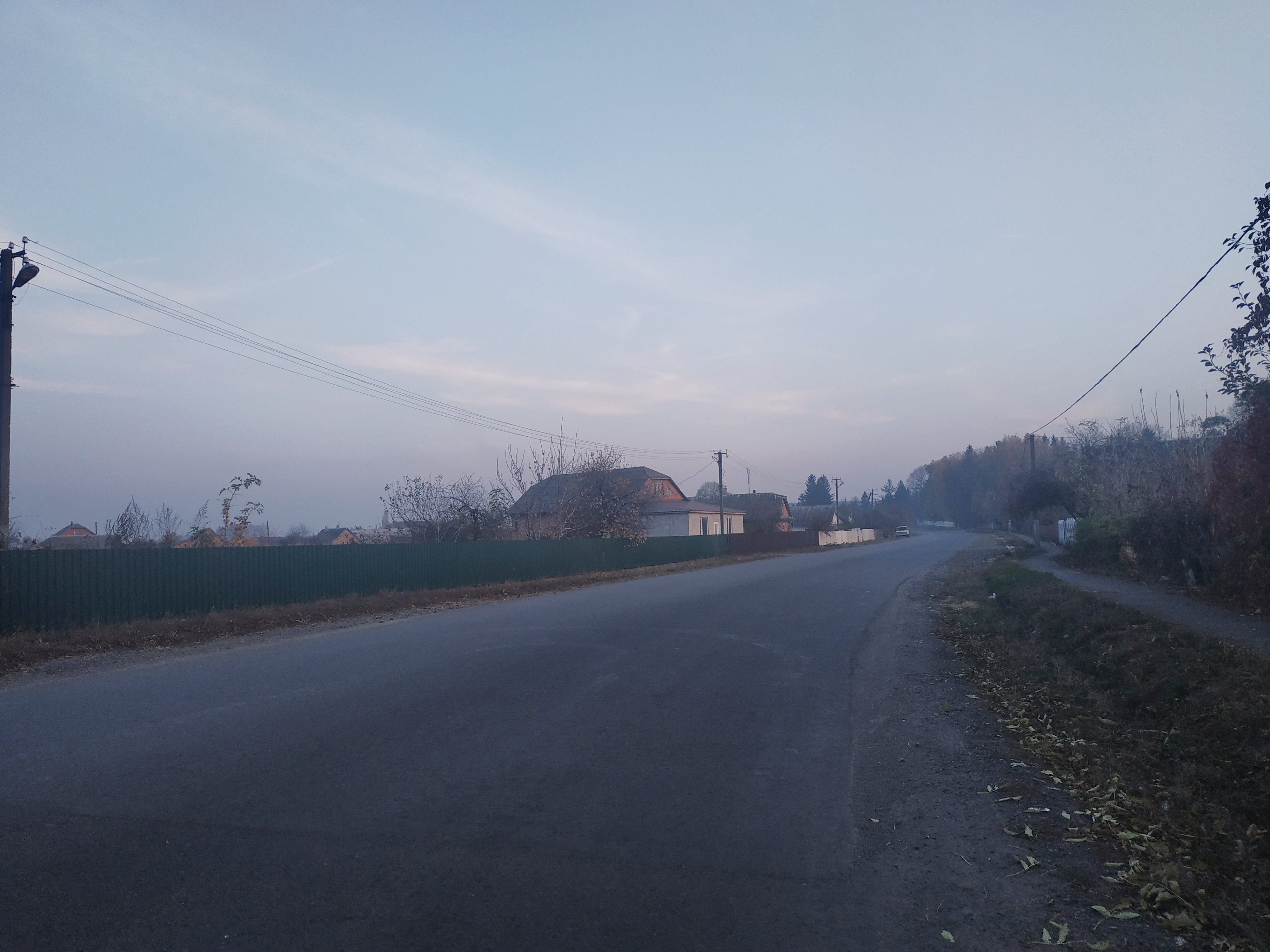
Вечір у Грузевиці
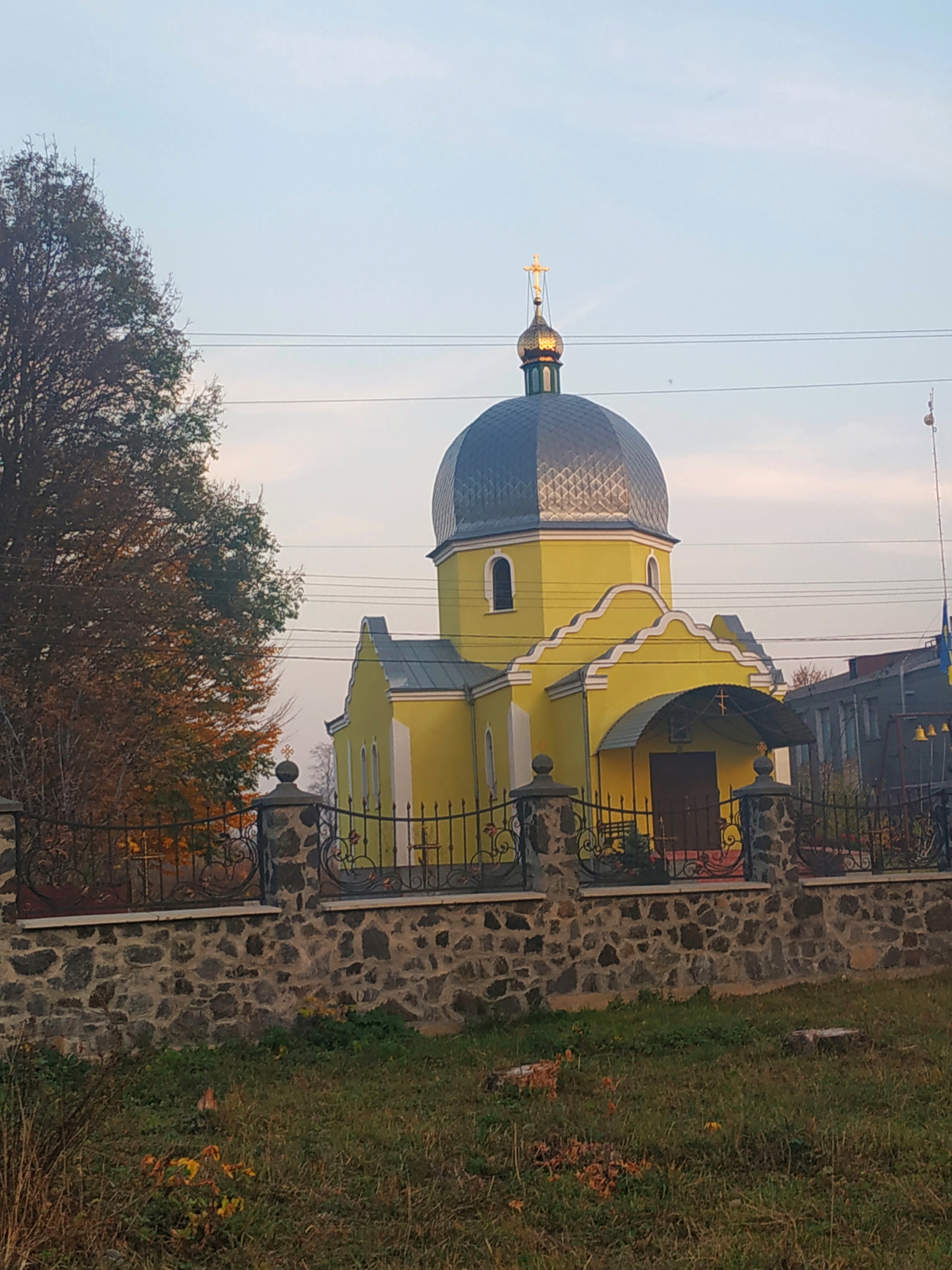
Церква в Грузевиці
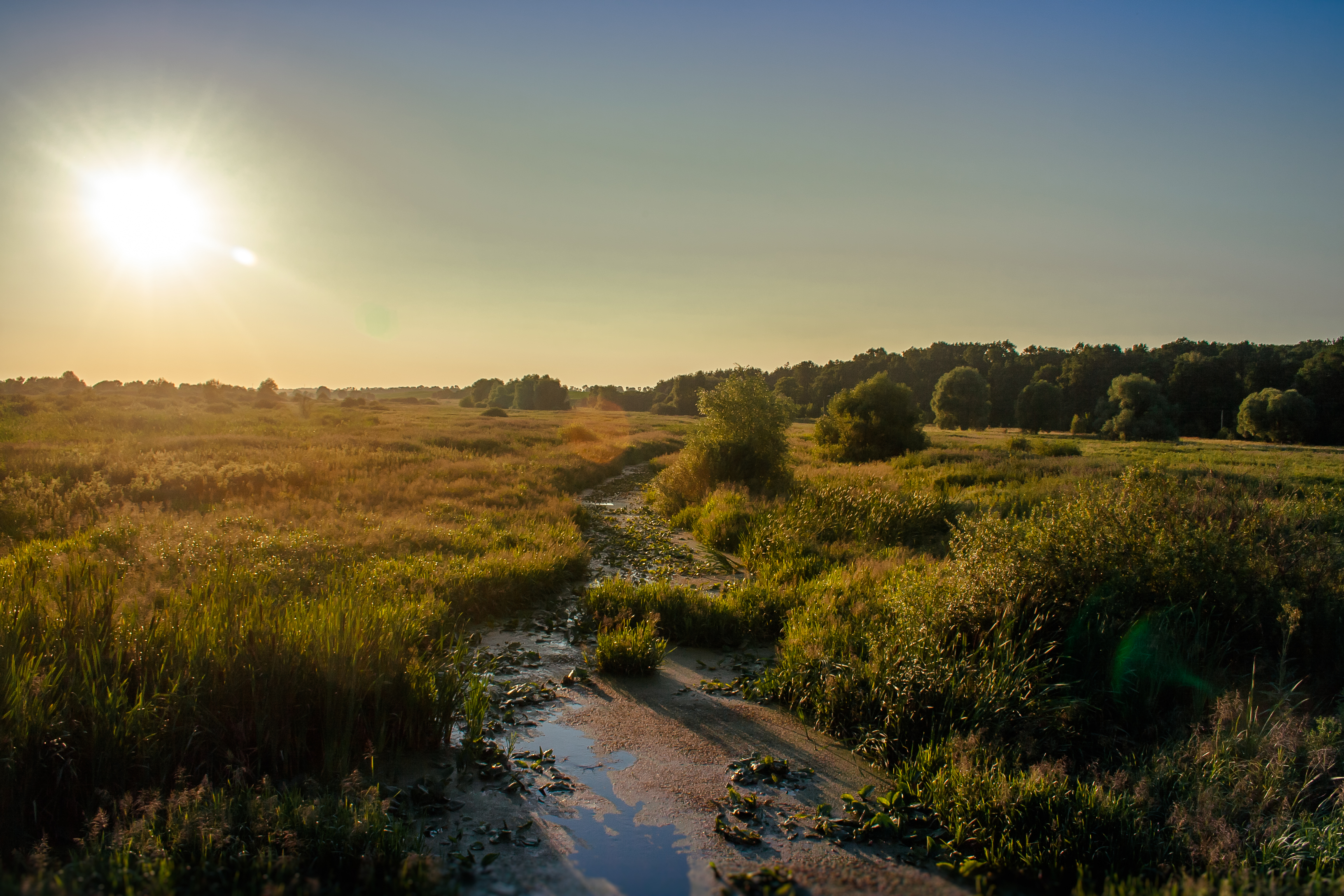
Південний Буг біля Грузевиці
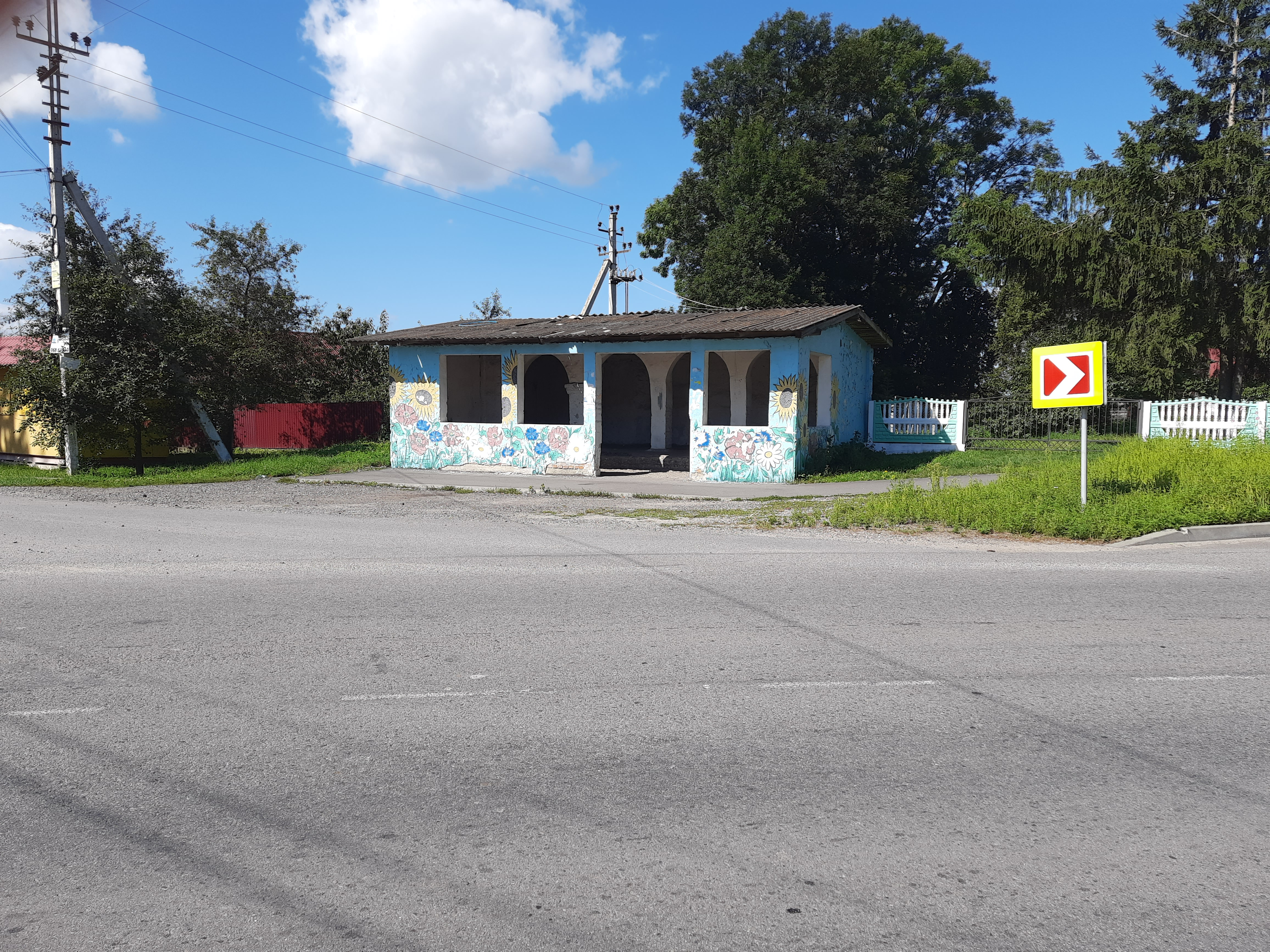
Автобусна зупинка
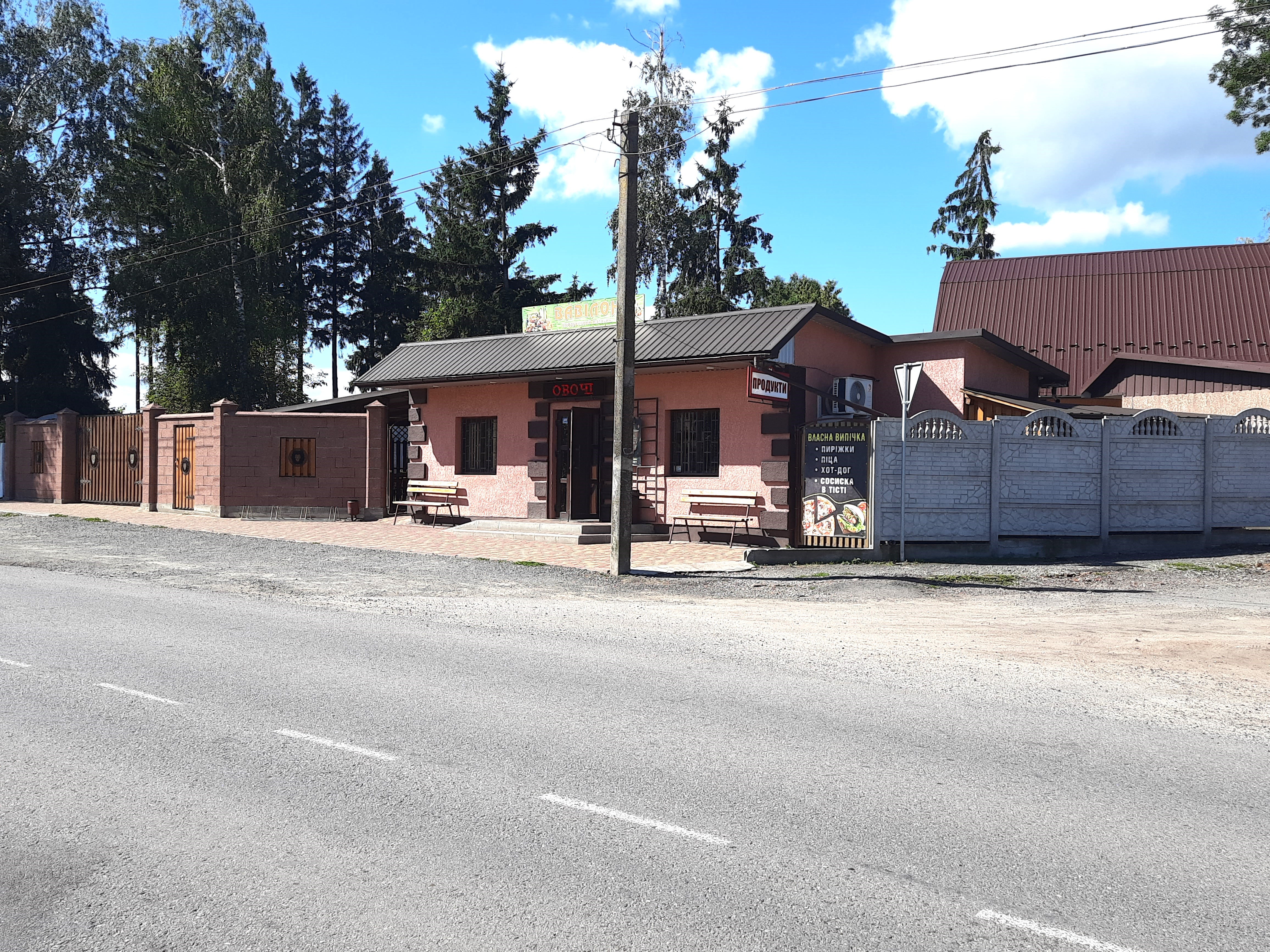
Крамниця
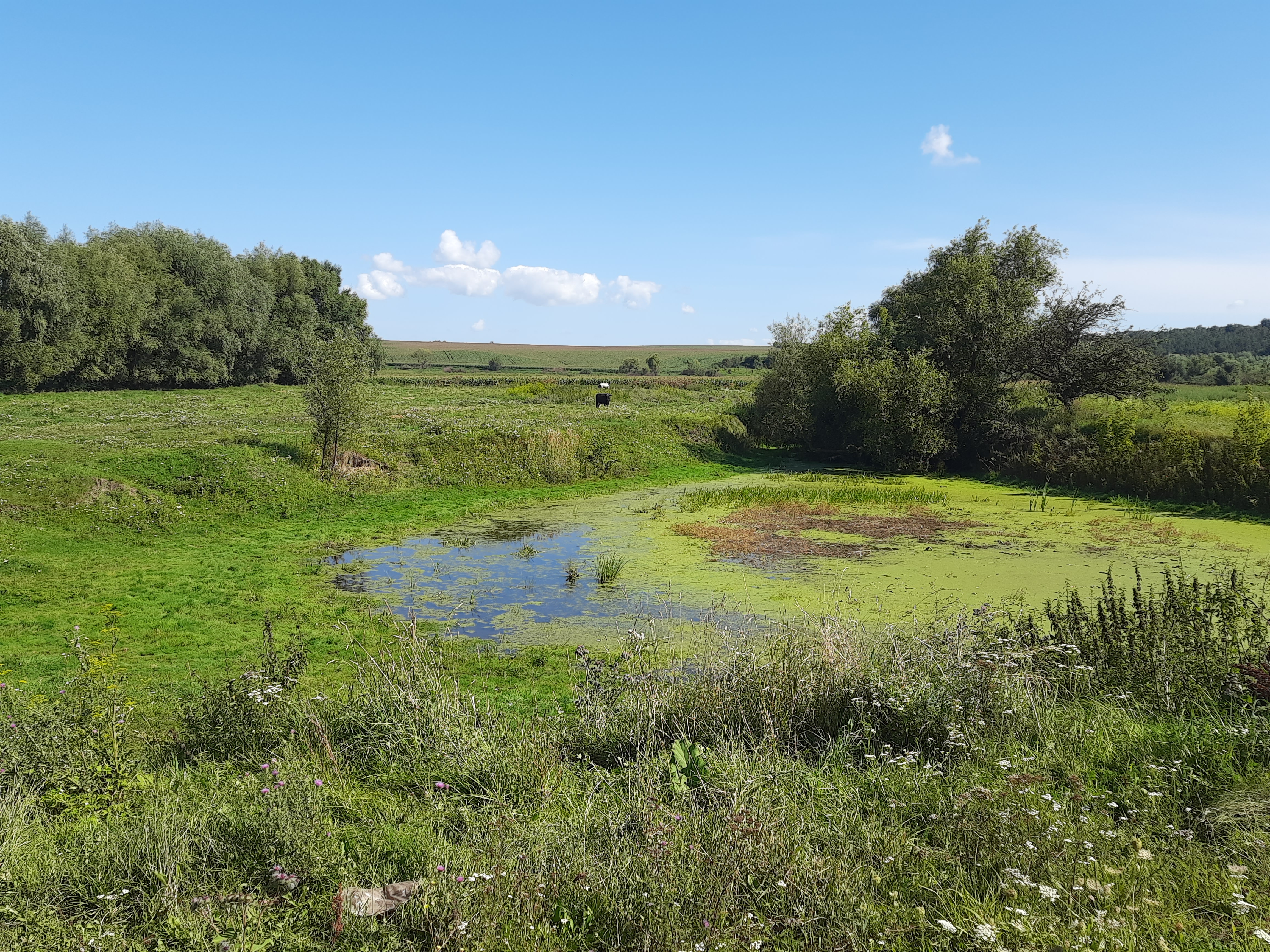
Краєвид біля села